# Palliser Pass
Der Palliser Pass mit einer Höhe von 2084 m ist ein Gebirgspass in den Southern Continental Ranges, einer Teilkette der Kanadischen Rocky Mountains. Der Pass liegt an der Grenze zwischen British Columbia und Alberta. Er befindet sich dabei am südlichen Ende des Banff-Nationalparks sowie am nördlichen Ende des Height of the Rockies Provincial Parks. Der Pass befindet sich nördlich des Oberlaufs des Palliser Rivers.
Der Pass dient weder als Übergang für eine Straße noch für eine Eisenbahnstrecke. Lediglich ein Wanderweg, der „Great Divide Trail“, führt über den Pass.

## Namensursprung
Siehe Palliser-Expedition